# Siw Gilleladen
Siw Schaarup Gilleladen (født 1. januar 2001) er en kvindelig dansk fodboldspiller, der spiller forsvar for Fortuna Hjørring i Gjensidige Kvindeligaen.